# Lourdes Sola
Lourdes Sola (São Paulo, 10 de julho de 1938) é uma cientista política e pesquisadora brasileira. É membro-titular da Academia Brasileira de Ciências na área de Ciências Sociais desde 28 de maio de 2001. Comendadora da Ordem Nacional do Mérito Científico.

## Vida
Filha do galego Nicolás Sola Ares e da ítalo-brasileira Elisabeth Impalea, Lourdes nasceu no bairro paulistano do Brás. Fez o Ensino Fundamental (antigo curso primário) no Grupo Escolar Romão Puiggari e deu sequência a seus estudos (ginásio e clássico) no Colégio Dante Alighieri.
Formou-se em Ciências Sociais pela Universidade de São Paulo em 1961 e nesta mesma instituição tornou-se mestre em Sociologia Econômica, em 1966, orientada por Florestan Fernandes, de quem foi assistente no Departamento de Sociologia I até 1969. Concluiu um segundo mestrado, em Economia Política, pela Escola para Graduados em Economia, da Universidade do Chile, em 1973. Doutorou-se em Ciência Política pela Universidade de Oxford em 1982, sendo a primeira pesquisadora a defender uma tese sobre o Brasil na instituição.
Obteve a livre-docência na Universidade de São Paulo, em 1992. Tornou-se titular da Cátedra Rio Branco de Estudos Brasileiros, na Universidade da California (em Berkeley), em 2000. É professora e pesquisadora sênior do Instituto de Estudos Avançados, onde coordena um projeto de e pesquisa em economia política internacional e comparada. Integrou o Núcleo de Pesquisas de Políticas Públicas da Universidade de São Paulo

## Realizações
Em suas pesquisas, tem se dedicado ao estudo da democratização e processos globais de transformação política e econômica em democracias de "mercado emergente" e o papel dessa variedade de democracias no processo de reconfiguração da ordem global.
Foi a primeira mulher a chefiar o Departamento de Ciência Política da USP, em 1994. Presidente da Associação Brasileira de Ciência Política e da International Political Science Association no período de 2006 e 2009. Em sua gestão, foi responsável pela institucionalização da "Summer School in Concepts and Methods", da IPSA, em parceria com o Departamento de Ciência Política da USP e do Instituto de Relações Internacionais (IRI-USP).
É membro eleito da Academia Brasileira de Ciências (2001) e recebeu a comenda da Ordem Nacional do Mérito Científico em 2001. Foi membro do  Conselho da Condição Feminina de São Paulo (1983-86), da Comissão de Ética da Presidência da República e do Programa de Capacitação Solidária, da Comunidade Solidária, fundada por Ruth Cardoso.